# Драгота
Драгота (на гръцки: Δραγωτάς) е византийски и български болярин от средата ХІΙΙ век, оглавил въстание в Мелнишко срещу властта на Никейската империя.

## Биография

### Предаване на Сяр и Мелник
Драгота е български управител на град Сяр в 1246 година. В тази година никейският император Йоан III Дука Ватаци настъпва към града и се разполага на лагер в околностите му. Крепостните стени на града са разрушени от цар Калоян и според византийския историк Георги Акрополит укрепен бил единствено акрополът. Жителите на града, които не успяват да се приберат в крепостта от страх излизат пред никейския император и признават властта му. След като вижда, че никейците са в долния град и след като научава за смъртта на владетелия си цар Калиман I Асен, решава да предаде крепостта и в замяна получава от Ватаци пурпурна мантия, обшита със злато и голямо количество златни статири.
Драгота е изпратен от Ватаци в Мелник, където, използвайки болестта на управителя Никола Литовой, започва да пропагандира предаване на града на Никейската империя. Още преди неговото пристигане един от видните мелничани Никола Манглавит също се опитва да накара гражданите да изоставят българското управление и да минат под никейска власт. Мелничани изпращат делегация при Ватаци, която да изложи исканията им. Ватаци ги приема и съставя специална грамота, с която потвърждава желанията им. Тогава депутация от цивилните и военни първенци на града се явява при Ватаци във Валовища и приема властта му.

### Въстание от 1255 г.
Според Акрополит Драгота като българин винаги бил мразел ромеите, а също така намразил и Ватаци, тъй като очаквал по-голяма награда за измяната си. Така през октомври 1255 година той организира въстание срещу никейската власт. Оглавява голям военен отряд и укрепява Рупелския пролом. Никейците изненадват въстаниците и в сражението Драгота е стъпкан от коне и след три дни умира.